# Luc Luycx
Luc Luycx, född 11 april 1958 i Aalst, är en belgisk formgivare som utformat baksidan på euromynten. Luycx är datoringenjör och bor i Dendermonde. Han har arbetat för Kungliga Belgiska Myntverket i femton år. Luycx' signatur på euromyntens baksida är utformad som två sammanlänkade L.